# Genus deliberativum
Genus Deliberativum (latin genus, "sort", deliberare, "överväga", från libra, våg; grekiska: γένος συμβουλευτικόν, génos symbouleutikón) är ett av de tre klassiska tal-genrerna inom retoriken och innefattar att råda eller avråda. Man säger också att det innefattar den politiska delen av talekonsten.

## Historia

### Antika Grekland
Den politiska talekonsten föddes tillsammans med den grekiska demokratin runt 500 år före Kristus. Det grekiska folket fick då föra sin egen talan i frågor som rörde hemstaden eller byn. Den tidigaste skriften man känner till som behandlar de retoriska genrerna är Aristoteles Retorik. Tillsammans med att det fanns en efterfrågan att vara lärd i att tala inför en rådsförsamling uppstod sofisterna. De fungerade som en slags resande vise män som framförallt lärde ut talekonsten. Deras syn på retorisk moral var relativistisk, till skillnad från filosofer som Platon som ansåg att det fanns en absolut sanning. De lärde, ofta rikemanssöner, att tala väl mot en summa pengar.

### Romarriket

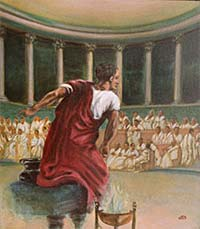
Cicero

Under det romerska rikets blomstring hände mycket inom den politiska talekonsten. Genus deliberativum var då till stor del den genre som befann sig i fokus, eftersom det var viktigt att kunna tala för sig i rådssalarna på ett övertygande sätt. Men till skillnad från det antika Grekland fanns det en större prestige med att tala inför en politisk församling, då det nu bara var mäktiga, rika och skickliga talare som fanns bland rådsmedlemmarna. Det var också då termen genus deliberativum uppkom, som används än idag. En av historiens mest kända politiska talare var verksam under denna tid, Marcus Tullius Cicero (106-43 f.Kr). Under den romerska kejsartiden fanns det allt mindre plats för politiskt tal då ledare allt mer jobbade för att styra riket på egen hand. Runt 500 år e.Kr föll romarriket, vilket sägs vara upptakten till medeltiden.

### Medeltiden
Under medeltiden styrdes ofta de europeiska länderna av enväldiga kungar som inte tillät politisk talekonst som ifrågasatte den egna makten. I den kristna kyrkan inriktades den framtidsinriktade förkunnelsen mot omvändelsen för att vinna frälsningen. Retoriken fick ny inriktning då prästen sågs som Guds talesman, så exempelvis Augustinus. 

### Renässansen
Tillsammans med den övriga retoriken så fick den politiska genren ett uppsving under renässansen och dess nya syn på de klassiska lärorna. Men inte ur ett demokratiskt perspektiv då det fortfarande var monarki som var det rådande statsskicket i västvärlden. Den politiska talekonsten var faktiskt så beroende av demokratin att den inte framträdde på folklig nivå, mer än strikt akademiskt fram till 1700-talet.

### Fram till idag
På grund av att kungahuset och kyrkan allt mer förlorat makt till regering och parlament, så skapades det allt större plats för det politiska talet. Det gamla konceptet om demokrati började sakta att återformas. I dagens samhälle ses det som en självklarhet att folket uttalar sig i ärenden och argumenterar, precis som högt uppsatta politiker gör när de vill råda eller avråda i en viss fråga. Debatterna som hålls idag är kontrollerade och sänds ofta ut via medier som radio och TV.

## De tre genrerna
Utöver genus deliberativum finns det två andra genrer. Dessa är det prisande eller fördömande talet (genus demonstrativum) och det försvarande eller anklagande (genus judicale). Medan genus deliberativum hör hemma inom politiken, hör genus demonstrativum hemma inom festsammanhang och genus judicale hittar man inom juridiken.
| Genus Deliberativum  | Genus Demonstrativum | Genus Judicale       |
| -------------------- | -------------------- | -------------------- |
| Innefattar politiken | Innefattar panegyrik | Innefattar juridiken |
| Råda                 | Prisa                | Försvara             |
| Avråda               | Fördöma              | Anklaga              |
| Framtiden            | Nutiden              | Dåtiden              |
| Logos                | Pathos               | Ethos                |

Viktigt att veta är att genrerna oftast flyter samman, därmed är de sällan absoluta i ett tal. I en politisk situation kan ett tal där genus judicale är dominerande vara det mest övertygande och effektiva gällande just det sammanhanget. Likaså kan ett politiskt tal domineras av pathos. Tabellen är bara en generell överblick.

## I Sverige
Redan under 1500-talet väckte den politiska talargenren intresse hos Sveriges dåvarande regent Gustav Vasa. Efter hans övertagande av Sverige från Kristian II, var det viktigt för Sverige att Vasa kunde övertyga den tyska Hansan om att han var en mer lämplig kung. Att vi idag kallar den danske kungen för Kristian Tyrann är på grund av att Vasa skapade det namnet åt honom, i ett retoriskt syfte. Han skrev många brev riktade till den tyska handelsnäringen där han i detalj framställde Kristian II som en blodtörstig vilde och sig själv i betydligt ljusare dager. Intresset för retorik inom det politiska området växte än mer hos hans efterkommande Erik XIV, Johan III och Gustav II Adolf.
I modern tid har vi haft politiker som Hjalmar Branting och Thorbjörn Fälldin, som båda ansetts som duktiga talare. Men den som av många ansetts som den störste politiske talaren var Olof Palme som under sin tid höll många kontroversiella tal, som inte bara brukade rikta sig till svenska folket, utan också stormaktsledare och hela världens folk. Palme använde sig av mycket känslor inom områden där det annars anses vara förnuftet som ska råda. Han fick mycket kritik för detta då, men idag anses han ha varit en politisk talare med mycket effektiv och övertygad retorik.